# Batman: Arkham Origins
Batman: Arkham Origins (дословно c англ. — «Бэтмен: Истоки Аркхэма», официальное локализованное название в России — «Batman: Летопись Аркхэма») — компьютерная игра в жанре action-adventure в открытом мире с элементами стелса, разработанная канадской студией Warner Bros. Games Montreal и изданная американской компанией Warner Bros. Interactive Entertainment. Игра основана на комиксах DC Comics о Бэтмене, а сценарий к Arkham Origins написали Кори Мэй, Райан Галлетта и Дум Вендшух. Origins является третьей игрой в серии Batman: Arkham, но сюжетно она представляет собой приквел к Arkham Asylum и Arkham City, в котором Бэтмен ещё молодой и менее опытный супергерой, ведущий лишь второй год борьбы с преступностью. Криминальный авторитет по кличке Чёрная Маска назначает огромную награду за убийство Бэтмена восьмерым злодеям в канун Рождества, а полиция охотится за супергероем, не одобряя его методы борьбы с преступностью.
Как и предыдущие игры в серии Batman: Arkham, Origins делает основной акцент на различные способности героя, детективные навыки и гаджеты. Бэтмен может свободно перемещаться по Готэму, взаимодействуя с неиграбельными персонажами и выполняя миссии. Помимо основной сюжетной кампании, Бэтмен может помогать полицейским разбираться с преступлениями и противостоять другим опасным злодеям, терроризирующим город. В Arkham Origins появилась возможность «реконструировать» преступления во время исследования места происшествия и идентифицировать таким образом преступника. В игре также впервые для серии появился мультиплеер, в котором игроки принимают участие в разборках между бандитскими группировками Бэйна и Джокера.
Разработка Arkham Origins началась в конце 2011 года. Обязанности по разработке взяло на себя монреальское подразделение Warner Bros., так как создатели франшизы в лице студии Rocksteady Studios вовсю работали над Arkham Knight и не могли выпустить новую игру в срок. WB Games Montreal решили сделать третью часть франшизы приквелом, чтобы исследовать такие аспекты характера Бэтмена, как уязвимость и недостаток опыта, чего предыдущие игры франшизы не могли. История вдохновлена комиксами «Легенды о Тёмном рыцаре» и «Год первый» и писалась при участии Джеффа Джонса. Разработкой многопользовательского режима занималась британская студия Splash Damage.
Arkham Origins вышла 25 октября 2013 года на PlayStation 3, Xbox 360 и Windows. Игра получила в основном положительные отзывы от критиков и игроков, но куда более прохладные в сравнении с предыдущими играми Batman: Arkham: её хвалили за озвучку, сюжет, сражения с боссами, визуальные эффекты и музыку, но в качестве недостатков отмечали технические проблемы и общее отсутствие улучшений и инноваций в игровом процессе, а также «ненужный» мультиплеер. В один и тот же день вместе с игрой вышел спин-офф для портативных консолей PlayStation Vita и Nintendo 3DS — Batman: Arkham Origins Blackgate, а за несколько дней до полноценного релиза — мобильная версия на Android и iOS от NetherRealm Studios. В 2014 году Arkham Origins получила продолжение в виде мультфильма «Бэтмен: Нападение на Аркхэм», а в 2015-м вышла игра от Rocksteady — Batman: Arkham Knight.

## Игровой процесс
Batman: Arkham Origins представляет собой игру в жанре action-adventure с элементами стелса с видом от третьего лица. Бэтмен может свободно путешествовать по Готэму, планируя на своём плаще и используя крюк для подъёма на высоту и продления полёта с помощью ускорителя. Некоторая часть гаджетов Бэтмена, которые были в предыдущих частях серии, доступны игроку с самого начала, но бо́льшая часть устройств открывается по мере прохождения. Из доступных с начала Origins гаджетов есть шифровальный секвенсор, используемый для взлома панелей безопасности и отслеживания коротковолновых радиоканалов; Бэткоготь, притягивающий различные предметы к себе; Бэтаранги, метательные бумеранги; взрывчатый гель, уничтожающий непрочные конструкции; дезориентирующие врагов дымовые гранаты; выводящий из строя мины и огнестрельное оружие деструктор. Из новых устройств присутствуют «Управляемый коготь», стреляющий тросом к двум точкам крепления, по которому Бэтмен может пройти или проскользить; электрические перчатки, моментально вырубающие противников в рукопашном бою и запускающие различные генераторы; ударный детонатор, оглушающий целую ораву противников.
В игре появилась система быстрого перемещения по карте с помощью Бэткрыла, которым самостоятельно управлять нельзя. Но чтобы его вызвать, игроку необходимо предварительно зачистить и взломать вышки связи. Некоторые вышки могут быть зачищены только тогда, когда у Бэтмена имеется необходимый гаджет.
Игроки могут пересекать контролируемые врагами районы, используя стелс или прямой рукопашный бой. Используя улучшенную боевую систему от Arkham City, в игре появилась система оценок эффективности игрока за определённые боевые действия, вроде активного использования гаджетов или избежания урона. За схватки игрок получает очки опыта, которые используются для улучшений многочисленных примочек и способностей Бэтмена. Все навыки разветвлены и поделены на несколько категорий. Атаки противников помечаются специальными предупреждающими значками, которые указывают, что надо контратаковать или уклоняться. В рукопашном бою противники могут быть вооружены ножами, щитами и свинцовыми водосточными трубами. В Origins появились новые типы противников: мастера боевых искусств, способные блокировать и противодействовать атакам Бэтмена; бронированные силовики, которые неуязвимы до тех пор, пока супергерой не уничтожит их броню с помощью оглушения, и заряженные веществом «Веном» громилы, атакам которых практически невозможно противостоять. Нередко противники вооружаются огнестрельным оружием, наносящие большой урон Бэтмену, поэтому для таких случаев игрок должен проходить их скрытно. Во многих местах есть каменные гаргульи, дающие высокую точку обзора местности, или высокие выступы, с которых герой может атаковать с планирования.
В Arkham Origins огромное количество побочных миссий, в них Бэтмену предстоит в основном помогать полицейским предотвращать нападения бандитов или не дать различным информаторам погибнуть. С помощью криминальной базы данных «Особо опасные» супергерой может искать и преследовать опасных злодеев, не участвующих в сюжете; например Анарки, который заложил по всему городу бомбы. Система «Испытания Тёмного рыцаря» предлагает задания разноплановой сложности, которые улучшают скрытность и приёмы персонажа. У Бэтмена есть диспетчер, который оповещает героя о совершаемых преступлениях по близости. В игре присутствуют традиционные для серии коллекционные предметы и головоломки от Энигмы, в основном это блоки данных и ретрансляторы. В испытаниях Origins присутствует режим «1 против 100», где игрок должен выжить в постепенно усложняющемся рукопашном бою против ста человек.

Демонстрация «реконструкции» преступления. Найдя определённую улику, игра запускает голограмму с визуализацией происшествия

Особое место в игре занимают детективные навыки Бэтмена: он может с помощью «Детективного зрения» сканировать место преступления для поиска улик. В этот момент игра переключается на вид от первого лица. Во время нахождения определённой улики запускается голограмма, визуализирующая преступление. Свои «реконструкции» игрок видит через Бэткомпьютер в Бэтпещере, что позволяет просматривать преступления с разных ракурсов с возможностью переключения вперёд-назад, просмотра в замедленном действии или делать паузу для поиска подсказок. Мелкие и крупные места преступлений разбросаны по всему Готэму. К примеру, исследование места крушения вертолёта может показать, что вертолёт был сбит снайперской пулей, и это позволяет игроку отследить траекторию пули от убитого полицейского до места стрелка. Когда игрок раскрывает место происшествия, Бэтмен кратко объясняет всё увиденное. Бэтпещера также является местом, где супергерой может поменять костюм, улучшать своё снаряжение и получать доступ к картам испытаний, чтобы попрактиковаться в рукопашном бою или стелсе; в предыдущих играх в карты испытаний можно зайти только через главное меню. После завершения сюжетной кампании разблокируется режим «Новая игра+», в котором игрок может заново перепройти историю со всеми открытыми гаджетами и прогрессом, но по сравнению с обычным сюжетным режимом, в «Новой игре+» враги более агрессивны, а предупреждающие значки об их атаке отключены. После завершения сюжета в «Новой игре+» откроется ещё один — «Я и есть ночь», в котором игра сразу заканчивается в случае гибели Бэтмена.
Версия на Windows использует программный движок от Nvidia — PhysX для реалистичного и динамичного взаимодействия с игровым миром. При включённом PhysX, некоторые области игры будут содержать дополнительный и динамический снег или туман, реагирующий на движения Бэтмена; при отключенном движке эффекты малозаметны или отсутствуют. Мобильную версию на iOS и Android можно подключить к основной на ПК и консолях для разблокировки эксклюзивного контента.

### Мультиплеер
Arkham Origins впервые вводит в серию многопользовательскую игру. В игре несколько режимов: в «Invisivle Predator Online» действие фокусируется на бандитских разборках в тюрьме «Блэкгейт» между Джокером и Бэйном. Три члена банды Джокера сражаются с тремя другими от Бэйна и с командой Бэтмена и Робина. Банда одного из злодеев побеждает если она убила всех бандитов, а Бэтмен и Робин — нейтрализовали абсолютно всех преступников, получив очки устрашения. Нередко появляются и сами Джокер с Бэйном в качестве боссов с более мощными способностями. Члены одной из команд получают доступ к новым видам оружия и взрывчаткам, а супергерои же — гаджеты и способности из основной игры, включая «Детективное зрение». У преступников есть аналог «Детективного зрения», но он постоянно требует подзарядки. «Hunted, Hunted» же выставляет трёх головорезов от команд Джокера и Бэйна против одного Бэтмена, при этом у вообще всех игроков имеется только одна жизнь.

## Сюжет

### Вселенная и персонажи

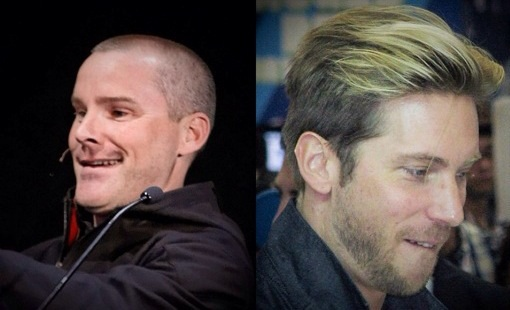
«Фирменные» голоса Бэтмена и Джокера в лице Кевина Конроя и Марка Хэмилла в этой игре заменили Роджер Крейг Смит и Трой Бейкер соответственно

Действия Arkham Origins проходят примерно за восемь лет до событий Arkham Asylum в середине зимы в Готэме. Бэтмен, он же Брюс Уэйн, занимается борьбой с преступностью только второй год и ещё не является матёрым супергероем. Жители города считают его городской легендой, и даже полиция не знает, линчеватель ли он, миф или сверхъестественное существо. Бэтмен сражается с обычными преступниками и гангстерами и приучен быть сильнее и быстрее своих противников. Однако в канун Рождества он сталкивается с более серьёзной опасностью — Чёрная Маска назначает восьмерым профессиональным убийцам за голову Бэтмена крупную денежную награду в 50 миллионов долларов. Другие злодеи пользуются этим и решают пустить в ход свои коварные планы, а приспешники Чёрной Маски провоцируют рост преступности и бандитской активности в Готэме.
Полицейское управление Готэм-Сити осведомлено о «Бэтмене» и не одобряет его методы по борьбе с преступностью. Возглавляемая комиссаром Лоубом готэмская полиция насквозь коррумпирована, а Брэнден и его команда спецназа охотятся за Бэтменом ради своей выгоды. Джеймс Гордон, работающий ещё на посту капитана — один из самых невостребованных сотрудников полиции. Отношения Брюса с дворецким Альфредом довольно напряжённые — он всячески напоминает Уэйну о смерти его родителей и видит в нём «избалованного ребёнка, растрачивающего своё наследство на крестовый поход линчевателей».
Старый Готэм, территория которого в будущем станет тюрьмой под открытом небом «Аркхэм-Сити», ещё не огорожен стеной, а в его архитектуре преобладают трущобы, низкие здания, торговый центр и доки, в которых пришвартован корабль Пингвина The Final Offer. В лайнере Пингвина можно найти казино, бойцовскую арену и торговый зал с оружием и боеприпасами. Через мост от Старого Готэма находится Новый Готэм — современный мегаполис с высокими небоскрёбами.
В Arkham Origins представлено огромное количество персонажей из комиксов о Бэтмене. Бэтмен, озвученный Роджером Крейгом Смитом, — супергерой, «пик физического развития человека» и эксперт боевых искусств. Ему помогает его дворецкий Альфред Пенниуорт (Мартин Джарвис). Главным антагонистом игры является Чёрная Маска (Брайан Блум) — самый могущественный человек в городе от мира криминала. Его настоящее имя — Роман Сионис, глава Janus Cosmetics. Он назначает восьмерым злодеям денежную награду за убийство супергероя — среди них это физически сильный Бэйн (Джей Ди Блан), опытный стрелок Дэдшот (Крис Кокс), наёмник-ветеран Дефстроук (Марк Ролстон), акробатка с ядовитыми когтями Медноголовка (Роза Салазар), пироман Светлячок (Криспин Фриман), уличный бандит Электрошокер (Стивен Блум), изуродованный Убийца Крок (Хари Пейтон) и мастер боевых искусств Шива (Келли Ху).
Готэмская полиция объявила Бэтмена вне закона, поэтому его преследуют капитан Гордон (Майкл Гоф), детектив Харви Буллок (Роберт Костанцо), коррумпированный чиновник комиссар Лоуб и лидер спецназа Брэнден. Кроме Чёрной Маски, из злодеев представлены Джокер (Трой Бейкер), торговец оружием на чёрном рынке Пингвин (Нолан Норт), контролирующий разум Безумный Шляпник (Питер Макникол), выступающий против правительства анархист Анарки (Мэттью Мерсер), хакер-мошенник Энигма (Уолли Вингерт) и Альберто Фальконе. Кроме этого, в игре представлены начальник тюрьмы «Блэкгейт» Джозеф (Хари Пейтон) и дочка капитана Гордона Барбара, которая ещё является подростком. Сюжет проходит до того, как Бэтмен встретил Робина (Джош Китон), хотя последний является игровым персонажем вне сюжетной кампании. В Origins присутствуют камео таких персонажей, как доктор Харлин Квинзель (Тара Стронг), репортёр Вики Вэйл, Аманда Уоллер (Си Си Эйч Паундер), Квинси Шарп (Том Кейн) и Календарный человек. В сюжетном дополнении Cold, Cold Heart главным злодеем является Мистер Фриз (Морис Ламарш).

### Сценарий
В канун Рождества Бэтмен отправляется в тюрьму «Блэкгейт», где преступники во главе с Чёрной Маской совершают побег, а также убивают комиссара Лоуба. Оставшись драться с Убийцей Кроком, супергерой узнаёт, что злодей — один из восьми самых смертоносных убийц Готэма, претендующих на денежную награду за голову Бэтмена, назначенную Чёрной Маской. Пытаясь узнать местонахождение Чёрной Маски, Бэтмен отслеживает Пингвина на его лайнере The Final Offer. Там он побеждает наёмников Дефстроука и Электрошокера и узнаёт от Пингвина, что Чёрная Маска якобы мёртв в гостинице. Бэтмен расследует место убийства и узнаёт, что жертвой был не он, а к убийству, вероятно, был причастен преступник по кличке «Джокер», с которым герой до этого никогда не сталкивался.
Нуждаясь в дополнительной информации для раскрытия дела, Бэтмен проникает в полицейский участок для получения доступа к базе данных по уголовным делам. В поисках доступа, он встречает капитана Гордона, который не доверяет герою, и спецназовцами. Следуя совету Барбары, дочери Гордона, Бэтмен проникает в канализацию под полицейским участком для постоянного доступа к базе данных. Используя её, Бэтмен делает вывод, что Чёрная Маска похищен Джокером, чтобы получить доступ к Коммерческому банку Готэма. В банке Бэтмен встречается с самим Чёрной Маской, который оказывается и был Джокером — приняв его личность за несколько дней до этого, Джокер захватил его империю и именно он назначил денежную награду за убийство супергероя. Бэтмен преследует клоуна в сталелитейном заводе Сиониса, параллельно освобождая настоящую Чёрную Маску и побеждая Медноголовку.
Выслеживая Джокера до отела Gotham Royal, Бэтмен замечает, что злодей и его люди наполнили всё здание взрывчаткой, убили персонал и взяли гостей в заложники. Джокер же отчитывает убийц за то, что они не могут его убить, и выбрасывает Электрошокера из окна прямо на глазах Бэтмена — заодно герой забирает у погибшего злодея электроперчатки. Все злодеи уходят, кроме Бэйна, который считает, что герой придёт за Джокером. Тот всё-таки находит клоуна, но вынужден сразиться с Бэйном. Считая, что Брюс в меньшинстве и не сможет выдержать напор злодеев, Альфред предупреждает полицию, чтобы она вмешалась. Когда Бэйн сбегает на своём вертолёте, он стреляет базукой прямо в Джокера, которого силой удара выбрасывает с крыши отеля. Бэтмен спасает его, оставляя его на попечение полицейским. Озадаченный спасением Бэтмена, Джокер попадает в «Блэкгейт» под присмотром психиатра Харлин Квинзель. Клоун рассказывает ей, что ему и Бэтмену было суждено встретиться.
В Бэтпещере Альфред отчитывает Брюса и умоляет его отказаться от своего похода по преступникам, так как это может стоить герою жизни, но Уэйн не слушает дворецкого и отправляется в убежище Бэйна. Там он узнаёт, что злодей установил его настоящую личность. Тем временем, Светлячок атакует Мост Пионеров, вынуждая Бэтмена и Гордона работать вместе для победы над ним и обезвреживания его бомб. Пока герой сражался со Светлячком, Бэйн проникает в Бэтпещеру и нападает на Альфреда. Брюс находит умирающего дворецкого под руинами и оживляет его с помощью своих электроперчаток. После этого спасения, Альфред признаёт, что Готэму необходим Бэтмен, чтобы остановить таких злодеев, как Бэйн. Во время размышлений своих действий, Уэйн услышал о спровоцированном Джокером бунте в «Блэкгейте».
Понимая, что ему нужны союзники, Бэтмен работает с Гордоном и полицией, чтобы нормализовать ситуацию в «Блэкгейте». Бэтмен встречает Джокера, сидящего на электрическом стуле и предлагающего Брюсу выбор — убить Бэйна или позволить сердцебиению Бэйна зарядить стул и убить Джокера. В схватке с Бэйном, Бэтмен использует свои перчатки, чтобы остановить его сердце. Удовлетворённый этим исходом, Джокер уходит, намереваясь взорвать «пятнадцать небоскрёбов до рассвета». Бэтмен оживляет Бэйна, который сходу после пробуждения вводит себе стероид, превращающий его в огромного монстра. Несмотря на это, он проигрывает эту схватку и теряет память из-за побочных эффектов стероида, таким образом сохранив тайну личности Бэтмена. Благодаря Гордону, Бэтмен находит Джокера в тюремной часовне. Удивлённый фактом, что Бэйн всё ещё жив, клоун пытается заставить супергероя убить его, но Брюс обезвреживает злодея. После этого, Гордон отказывается от преследований Бэтмена, надеясь, что он сможет помочь Готэму.
Во время титров звучит радиоинтервью, в котором Квинси Шарп заявляет, что будет лоббировать возобновление работы над лечебницей Аркхэм для опасных и душевнобольных преступников города, а в сцене после титров Аманда Уоллер предлагает Дефстроуку присоединиться к «Отряду самоубийц».

## Разработка

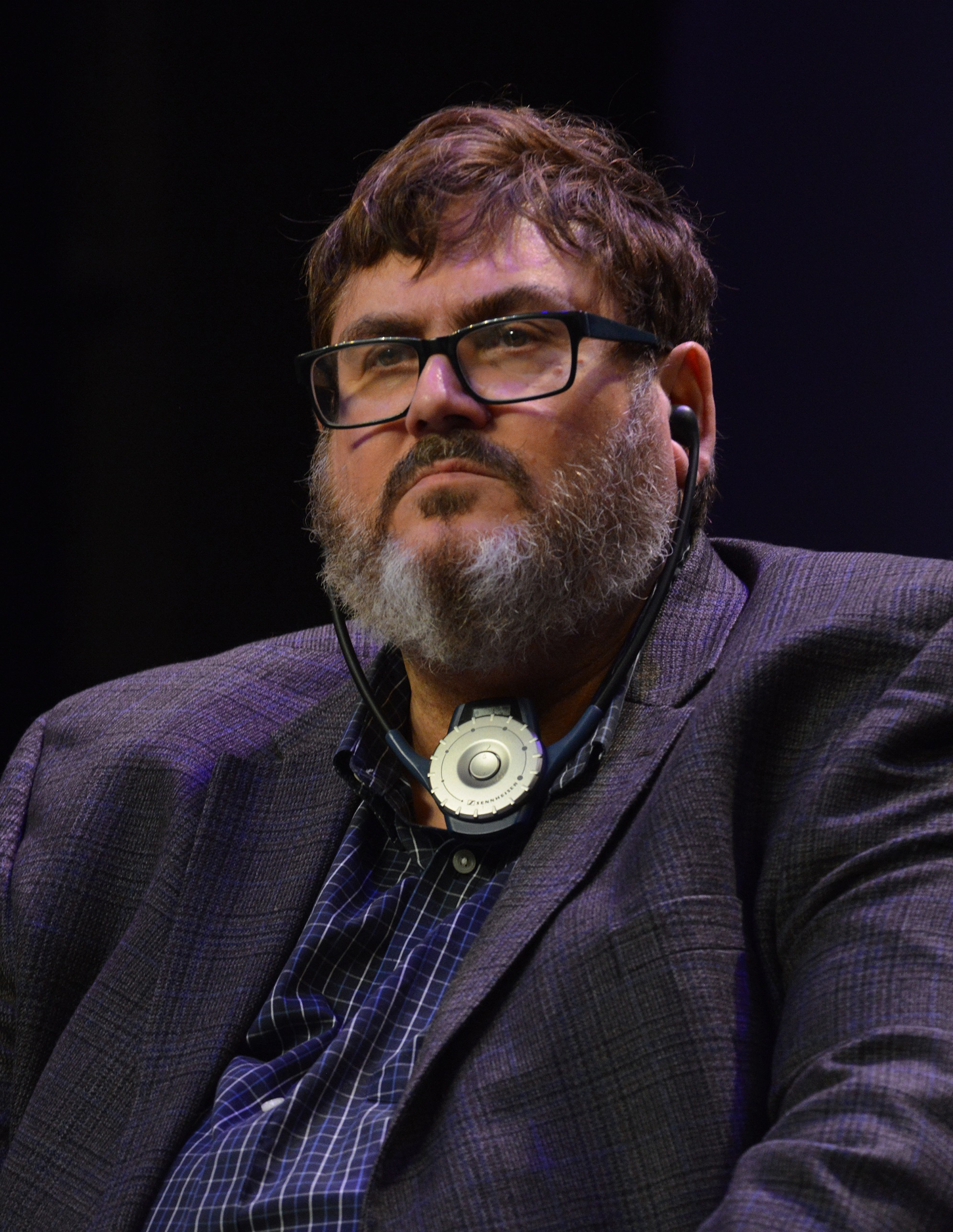
Ведущий сценарист Arkham Asylum и Arkham City Пол Дини не принимал участие в Arkham Origins из-за занятости в других проектах

К июлю 2012 года Warner Bros. Interactive Entertainment планировала следующую игру от Rocksteady Studios о Бэтмене в качестве приквела с участием Супермена, Чудо-женщины, Зелёного Фонаря и Флэша, основанного на комиксах Серебряного века. Игра должна была рассказывать о самой первой встрече Бэтмена и Джокера, а выйти не раньше 2014 года. В августе 2012 года Пол Дини заявил, что не будет участвовать в написании продолжения Arkham City; он не принимал участия в написании загружаемого сюжетного дополнения «Месть Харли Квинн». Дини сказал, что с радостью согласится принять предложение от Warner Bros. и Rocksteady, но добавил, что взялся за другие проекты, из-за чего он физически не мог принять участие в предстоящей игре про Бэтмена до 2013 года. В феврале 2013 года появилась информация, что новая игра во франшизе Batman: Arkham будет разработана другим разработчиком.
Разработка Arkham Origins началась в конце 2011 года, ею занималась канадская студия Warner Bros. Games Montreal. Официальный анонс игры состоялся 9 апреля 2013 года. Разработку поручили монреальскому подразделению Warner Bros., так как количество времени, затраченное Rocksteady для создания Arkham Knight, привело бы к «долгому отсутствию игр Arkham». Геймдизайнер предыдущих игр и тогдашний руководитель Rocksteady Сефтон Хилл заявлял, что «все в Rocksteady были очень рады, что за создание приквела серии Batman: Arkham отвечает команда WB Games Montreal» и назвал новоиспечённых разработчиков «талантливыми». До разработки Origins, WB Games Montreal занималась портированием Arkham City на Wii U и ознакамливалась с движком Unreal Engine 3, используемый Rocksteady. Новые разработчики решили не вносить серьёзных изменений в боевую систему, полагая, что она и так хорошо работает, но ввели новые типы врагов с возможностями для новой тактики и приёмов для победы над ними. Сюжет Origins частично вдохновлён комиксами «Бэтмен. Легенды о Тёмном рыцаре» и «Бэтмен. Год первый», в которых подробно описываются первые годы супергеройской карьеры Бэтмена, а историю игры описывали как «Год второй». Некоторые сюжетные моменты, вроде отношений между Бэтменом и Джокером/Гордоном и общая рождественская атмосфера, были взяты с комиксов «Человек, который смеётся», «Бэтмен: Повортные моменты» и «Бэтмен: Долгий Хэллоуин» соответственно. За написание сюжета отвечали Кори Мэй, Райан Галлетта и Дум Вендшух при участии Джеффа Джонса. Объясняя решение сделать третью часть серии приквелом, один из главных геймдизайнеров игры Эрик Холмс сказал, что несмотря на то, что Бэтмен в Arkham Asylum и Arkham City полностью сформировавшийся и опытный персонаж, сравнимый со своей комиксной версией, в Arkham Origins было решено исследовать такие аспекты персонажа, как недостаток опыта и большая уязвимость. К январю 2013 года разработка Arkham Origins была завершена на 80 %, оставшееся до анонса время WB Games Montreal использовали для полной доработки своего продукта.
В апреле 2013 года разработчики заявили, что не использовали «фирменный» голос Бэтмена в лице Кевина Конроя, отдав предпочтение актёру с более молодым голосом. В мае было объявлено, что Роджер Крейг Смит озвучил Бэтмена, а Трой Бейкер — Джокера. На Fan Expo Dallas Конрой сказал, что работает над «следующей частью Arkham», что вызвало предположения о том, что актёр повторил свою роль в Arkham Origins, но в июне было подтверждено, что Кевин не участвовал в игре. В июле было объявлено, что Origins будет первой игрой в серии Batman: Arkham с мультиплеером. За многопользовательскую игру отвечала независимая британская студия Splash Damage под руководством креативного директора Аластера Корниша; создание мультиплеера проходило отдельно от работы WB Games Montreal над основной игрой. Версия для Wii U вышла без многопользовательской составляющей — по словам представителя Warner Bros., команда разработчиков ориентировалась на платформы с самой большой аудиторией для сетевой игры.

### Дизайн
Эрик Холмс описывал рождественскую обстановку игры как «противопоставление радостного времени года и мрачного Готэма»: рядом с готическими горгульями висят декоративные игрушки Санта-Клауса, а в тёмных переулках горят рождественские гирлянды. Город словно оторван от времени: футуристические технологии Бэтмена контрастируют с постройками 1930-х годов, а то и старше. Территория Нового Готэма была спроектирована таким образом, чтобы были зоны с высокой активностью, позволяя размещать врагов выше и ниже Бэтмена. Arkham Origins отличается высоким контрастом между светлым и тёмным тоном, с чрезмерными тенями и небольшим количеством цветов. Город разделён на жилые, промышленные и коммерческие кварталы, оформленные соответственно: в жилых кварталах в основном горит свет в окнах, в промышленных местах довольно унылая обстановка, а коммерческие районы украшены коллективным декором.
При создании костюма молодого Бэтмена дизайнеры хотели сделать так, чтобы его одеяние было «собранным вручную по кусочкам из нескольких материалов». Эрик Холмс так объяснял обновлённый облик супергероя: «[Костюм Бэтмена] — это не то, что было изготовлено на фабрике. Он взял кусочки техники, изобретённой или сфабрикованной им самим, и вещи из своей лаборатории, — и из этих самых кусочков он сделал свой костюм». Чтобы подчеркнуть внушаемые Бэтменом таинственность и страх на раннем этапе его карьеры, арт-директор Джереми Прайс со своей командой использовали силуэты и менее яркое освещение в стиле нуарных фильмов. В Arkham Origins имя «Бэтмен» используется нечасто, так как по сюжету персонаж находится на уровне «городской легенды». Редакторы сайта Computer and Video Games высказывали предположение, что в игре Бэтмен совершает ошибки из-за неопытности, вроде промахов бэтарангом, но эту теорию опровергнули из-за неподходящей характеристики персонажа. Авторы заявили, что его неопытность была обусловлена личностью: он научился быть защитником города и преодолел свою одержимость местью. При разработке способностей и гаджетов Бэтмена геймплей имел приоритет над нарративом истории в предыдущих играх: дизайнеры посчитали, что удаление функций, с которыми игроки уже сталкивались в Asylum и City, сделает Origins менее захватывающей.
Холмс признавал, что Чёрная Маска в сравнении с другими злодеями Бэтмена, вроде Джокера или Пингвина, не так хорошо известен, поэтому чтобы сделать его интересным и пугающим антагонистом, его историю решили расширить. Чёрная Маска считался подходящим злодеем для ранней карьеры Бэтмена из-за практичности: он переходит от типичных бандитов, с которым сталкивался Бэтмен, к невротическим и изворотливым злодеям, с которыми он в будущем столкнётся. Выбор ведущих антагонистов проводился по «их стилю, внешности и мотивации, чтобы было максимальное разнообразие в геймплее, но одновременно чтобы держалось рамок стиля». В игре Медноголовка является женщиной, в то время как в комиксах — мужчиной. Для создания её акробатических анимаций потребовалось пригласить трёх актрис: каскадёршу, артистку Цирка дю Солей и мастера боевых искусств. Позднее игровая версия Медноголовки появилась в линейке комиксов The New 52. Внешний вид антигероя Анарки обновлён до уличного протестующего со своей бандой, напоминающей общественное движение. Персонаж мог обратиться к Бэтмену с предложением о партнёрстве, так как он не всегда являлся злодеем, но как сказал Холмс, «он многомерен во вселенной Бэтмена». На включение Анарки в игру повлияла тогдашняя популярность на антиправительственные протесты, и Холмс посчитал антигероя «весьма своевременным». Разработчики использовали «оригинальные появления Анарки в комиксах Алана Гранта и Норма Брейфогла» для игровой вариации. Каждый сюжетный босс усиливает мастерство игрока в определённом аспекте геймплея; например, схватка с Дефстроуком сосредоточена на контрударах. Отобранные для игры злодеи были выбраны за способности, бросающие вызов игровым механикам. Драки с боссами были вдохновлены дуэлью между Бэтменом и Мистером Фризом в Arkham City, в которой для победы над ним необходимо было изучить весь спектр стратегий и навыков героя.
«Реконструирующие» сценки в «Детективном зрении» были задуманы как короткие, визуально полезные и забавные фрагменты. Дизайнеры работали над продолжительностью каждой такой сцены, видя, сколько улик игрок хотел бы просмотреть, прежде чем у них появится решение. В итоге общее время заданий с расследованием улик составляет не более двух-трёх минут. Несколько локаций обеспечивают разнообразие и бросают игроку вызов; например, театр на борту корабля Пингвина постепенно уменьшался в размерах для сближения врагов, а во время тестирования игроками был удалён беспилотник. Динамическая погодная система, прямо влияющая на геймплей (например, снег и ветер снижают видимость для снайперов), была внедрена во время разработки, но не справившись с её адаптацией в течение доступных сроков разработки, её удалили.

### Музыка
Саундтрек к Arkham Origins написал Кристофер Дрейк, заменив композиторов Arkham Asylum и Arkham City в лице Рона Фиша и Ника Арундела. При его написании композитор вдохновлялся фильмом «Крепкий орешек» 1988 года, действие которого также проходило на Рождество, а в саундтреке преобладали рождественские колокольчики, подчёркивающие определённые моменты. Дрейк сказал, что поскольку игра является приквелом, это позволило ему быть «более свободным» при написании композиций, при этом придерживаясь «музыкального ДНК Бэтмена». Композитор также добавил, что саундтреки к предыдущим играм были «элегантными» и оркестровыми, поэтому он решил добавить больше электроники. Кристофер подошёл к созданию песен к кинематографичным кат-сценам как к традиционной партитуре кинофильма и записывал в Бербанке, штат Калифорния. Внутриигровая музыка была создана слоями, которые активируются при каком-то действии, вроде при входе Бэтмена в определённую локацию или в начале боя. Композитор считал, что внутриигровой саундтрек не будет скучным, поскольку он работает в разное время, в зависимости от того, сколько времени игроку потребуется для выполнения задания.
Batman: Arkham Origins — Original Video Game Score был выпущен лейблом WaterTower Music 22 октября 2013 года и содержит 32 композиции.

## Выход
Batman: Arkham Origins вышла по всему миру 25 октября 2013 года на PlayStation 3, Wii U, Windows и Xbox 360. За неделю до запланированного релиза в Европе издатель объявил, что розничные версии к Wii U и Windows в некоторых европейских странах будут отложены до 8 ноября. С 7 по 14 августа проходило закрытое бета-тестирование игры. Вместе с Arkham Origins для портативных консолей Nintendo 3DS и PlayStation Vita также вышел спин-офф Batman: Arkham Origins Blackgate. 16 октября для iOS вышла мобильная версия Origins в жанре beat ’em up; версия на Android была запланирована на конец 2013 года, но в итоге она вышла 25 июля следующего года. За мобильную версию отвечала студия NetherRealm Studios, которая ранее разработала мобильный спин-офф к Arkham City — Lockdown. В ноябре игра попала в сборник Batman: Arkham Collection, вышедший на Windows, PlayStation 3 и Xbox 360 — в компиляцию также вошли Arkham Asylum и Arkham City со всем загружаемым контентом. 4 декабря 2016 года Warner Bros. закрыли сервера для мультиплеера. В августе 2017-го версия для Xbox 360 стала воспроизводимой на консолях Xbox One благодаря функции обратной совместимости.
Перед релизом Arkham Origins в Великобритании актёры Роджер Крейг Смит и Трой Бейкер провели публичную встречу с поклонниками в стратфордском магазине Game. В октябре была выпущена серия фигурок и копию крюка Бэтмена в натуральную величину. В декабре вышел одноимённый комикс от компании Madefire, являющийся приквелом к игре. Комикс стал первым в рамках инициативы DC2 Multiverse, отличающийся динамичным и звуковым оформлением и возможностью самому выбирать развитие сюжета во время чтения. При покупке всех восьми глав игрок в подарок получал два внутриигровых костюма для Бэтмена.

### Издания
В Великобритании, Австралии и Новой Зеландии вышло коллекционное издание, включающее стилбук с игрой и 30-сантиметровую фигурку, в которой Бэтмен хватает Джокера. На территории Северной Америки же коллекционное издание, именуемое как Definitive Edition, содержит светящуюся фигурку Джокера, плакат «Разыскивается Бэтмен», схема прототипа Бэткрыла, трафарет логотипа Анарки, светящуюся в темноте карту Готэма и фотографию семьи Уэйнов. Подобное издание также продавалось и в Австралии и Новой Зеландии. Это издание в Северной Америке также содержало документальный фильм о суперзлодеях DC Necessary Evil: Super-Villains of DC Comics, а во всех перечисленных регионах имелись 80-страничный артбук в твёрдом переплёте, досье на злодеев, код на загрузку DLC Deathstoke и костюма «1st Appearance», основанный на самом первом комиксе с участием Бэтмена Detective Comics #27. Коллекционное издание и Definitive Edition были выпущены для PlayStation 3 и Xbox 360.

### Загружаемый контент
Для PlayStation 3 вышел эксклюзивный комплект загружаемого контента Knightfall, содержащий костюм для Бэтмена от Азраила из одноимённой линейки комиксов и одеяние из телесериала 1966 года с Адамом Уэстом в главной роли. DLC также включает пять карт испытаний, основанных на той же линейке комиксов, в которых игроку предстоит столкнуться с Бэйном и заключёнными «Блэкгейта». Дефстроук доступен в качестве играбельного персонажа для испытаний и имеет свои индивидуальные способности — у него есть баллистический посох, с помощью которого персонаж также может стрелять, бомбы и своё «Детективное зрение», именуемое как «Тактическое зрение». Набор Deathstoke, получаемый в качестве бонуса за предзаказ, включает в себя самого персонажа и два костюма к нему — один взят из файтинга Injustice: Gods Among Us, а второй — из арки «Юные Титаны» «Контракт Иуды». DLC также содержит две карты испытаний. При этом, за Дефстроука в основной сюжетной кампании поиграть нельзя.
Пакет DLC Black Mask Challenge, выпущенный в ноябре 2013 года, содержит две карты испытаний — «Мест нет» и «Тайное предприятие». Комплект Initiation, вышедший 3 декабря, позволяет поиграть в испытаниях за Брюса Уэйна. Он содержит карты испытаний, стилизованные под Азию, и имеет своё повествование — в DLC Брюс тренируется под руководством своего наставника по ниндзюцу Кириги в азиатском монастыре и сталкивается с Шивой. Кроме того, Initiation содержит два дополнительных костюма для Бэтмена — «Брюс Уэйн» и «Мститель». В декабре также вышел новый режим для мультиплеера «Hunted, Hunted». 22 апреля 2014 года было выпущенное единственное сюжетное дополнение к Origins — Cold, Cold Heart. Действие дополнения происходит через неделю после событий сюжета игра в канун Нового года и фокусируется на происхождении Мистера Фриза — сюжет имеет сходства с эпизодом мультсериала 1992 года «Бэтмен» «Холодное сердце». В DLC Бэтмен получает несколько новых гаджетов, включая улучшенный ЭУ-костюм от холода — с помощью него игрок может растоплять лёд или бросать термозаряженные бэтаранги. В январе 2014 года Warner Bros. объявили об отмене поддержки версии для Wii U из-за низкого спроса.
Ряд дополнительных костюмов для Бэтмена и Робина доступен при выполнении внутриигровых заданий и покупке DLC. Для Бэтмена имеются одеяния из одноимённого телесериала 1966 года и мультсериала 1992-го, из игр Arkham City и Injustice: Gods Among Us, из фильма «Тёмный рыцарь: Возрождение легенды» и из комиксов «Бэтмен: Ноэль», «Земля-1», «Инкорпорейтед», «Год первый», «One Million», «Светлейший день», «Падение Рыцаря», «Gotham by Gaslight», «Красный сын», «Тёмный Рыцарь Круглого стола», «Долгий Хэллоуин» и «ThrillKiller». Кроме этого, для Бэтмена ещё доступны костюм «Корпус Синестро», вариант из комиксов 1970-х годов под авторством Нила Адамса и из Detective Comics #27, одеяние из The New 52, два скина с «Земли-2» и полностью оригинальный костюм «Худший кошмар», который открывается только после полного завершения игры. Для Робина же присутствуют два оригинальных костюма Тима Дрейка к Origins, одеяние «Красный Робин», из мультсериала 1992 года и из Arkham City.

## Отзывы критиков
| Сводный рейтинг       | Сводный рейтинг                                                   |
| Агрегатор             | Оценка                                                            |
| --------------------- | ----------------------------------------------------------------- |
| GameRankings          | 73,57 % (PC) 73,59 % (PS3) 73,14 % (X360) 63,18 % (iOS)           |
| Metacritic            | 76/100 (PS3) 74/100 (X360) 68/100 (WIIU) 74/100 (PC) 63/100 (iOS) |
| Иноязычные издания    |                                                                   |
| Издание               | Оценка                                                            |
| Destructoid           | 3,5/10                                                            |
| EGM                   | 6,5/10                                                            |
| Eurogamer             | 7/10                                                              |
| Game Informer         | 8,5/10                                                            |
| GameRevolution        | [ 172 ]                                                           |
| GameSpot              | 6/10                                                              |
| GamesRadar+           | [ 174 ]                                                           |
| IGN                   | 7,8/10                                                            |
| Polygon               | 7/10                                                              |
| VideoGamer            | 8/10                                                              |
| Pocket Gamer          | [ 177 ]                                                           |
| TouchArcade           | [ 178 ]                                                           |
| Русскоязычные издания |                                                                   |
| Издание               | Оценка                                                            |
| 3DNews                | 8/10                                                              |
| Absolute Games        | 80 %                                                              |
| Riot Pixels           | 65 %                                                              |
| StopGame.ru           | «Похвально»                                                       |
| «Игромания»           | 8/10 (журнал) 7/10 (сайт)                                         |
| «Игры Mail.ru»        | 8/10                                                              |
| «Канобу»              | 7,5/10                                                            |
| «Мир фантастики»      | 8/10                                                              |
| «Шпиль!»              | 10/12                                                             |

Согласно сайту-агрегатору Metacritic, версии Batman: Arkham Origins на Xbox 360, Windows и Wii U получили «смешанные отзывы», в то время как версия для PlayStation 3 с рейтингом в 76 баллов из 100 — «в основном положительные отзывы». Мобильная версия также получила «смешанные отзывы».
Некоторые критики посчитали Arkham Origins дополнением к франшизе, а не полноценной трансформирующей частью. Каролин Петит из GameSpot писала, что если Arkham City расширила Arkham Asylum, добавив в геймплей открытый мир, то Arkham Origins является повторением Arkham City без продвижений вперёд. Многие журналисты согласились с подобным заявлением, так как хорошо воспринятые элементы предыдущей игры не были существенно развиты или дополнены. Однако Митчелл Солтсман из сайта GameFront же оценивал игру наравне с City. В 2025 году сайт IGN включил Batman: Arkham Origins в список 10 лучших приквелов компьютерных игр.
Главным достоинством Arkham Origins критики назвали раскрытое происхождение Бэтмена и его отношения с союзниками и преступниками, а также вопрос, усиливает ли присутствие Бэтмена преступность в Готэме. Наиболее высоко в сюжете оценивали присутствие Джокера; Филип Коллар из Polygon писал, что несмотря на то, что он был центральным антагонистом предыдущих игр Arkham, история Origins проливает новый свет на персонажа, а Каролин Петит назвала историю удивительной в её исследовании связи и сходства между Бэтменом и Джокером. Сюжет критиковали в основном за отсутствие связного повествования, особенно начальную сюжетную линию об охотящихся на супергероя убийц, практически забытую к концу игры, но Рэй Карильо из EGM написал, что в целом история достойна любого фильма, телешоу или комикса о Бэтмене.
Игровой мир получил в основном положительный отклик за огромное количество разнообразных дополнительных заданий, но некоторые критики называли его «излишне большим»; в GameSpot писали, что «Готэм большой только ради того, чтобы быть большим». Людвиг Китцман из Joystiq назвал город «непривлекательным», поскольку расширенная игровая зона увеличивает время поездок на работу, но не вызывает удовольствия. Другие критиковали изменения в навигации по городу и его исследование: некоторые районы препятствовали сцеплению крюком, замедляя движение. Тот же Китцман назвал Готэм более линейным, с меньшим желанием повторно посетить территории с новыми гаджетами, чтобы открыть новые пути. Однако некоторые рецензенты же сочли более обширный город и деятельность в нём захватывающим. Эван Нарцисс из Kotaku критиковал побочные квесты, называя их «муторной работой», которые не продвигают повествование и не предоставляют соответствующих вознаграждений. Другие сочли использование предыдущих элементов утомительным, а их замены просто имитируют старое; например, клеевая граната полностью идентична «ледяным ударам» из Arkham City.
Слегка расширенное «Детективное зрение», в котором теперь можно «реконструировать» преступления, не получил должного признания от Kotaku и GameSpot: саму идею они сочли хорошей, но игрок просто ищет одну за другой выделенную улику, а не решает головоломку. Эндрю Райнер из Game Informer же понравилась «реконструкция» преступлений, написав, что они довольно сложные и хорошо иллюстрируют то, как Бэтмен анализирует происшествие. Боевая система получила неоднозначный отклик. Добавленные электрические перчатки критиковали за чрезмерную мощь и сильно упрощают бои, мгновенно вырубая противников, и полностью ставя на второй план тактику. Рецензенты отмечали, что изменения в борьбе с преступниками скорее наказываются: большая численность разнообразных противников вкупе с множеством устройств, которые скорее мешают, чем наносят урон, затрудняет ведение боем и делает подобные схватки долгими и повторяющимися. По словам рецензента Joystiq, в игре делается упор на рукопашные бои, а не на стелс. Kotaku назвали нововведённую систему оценивания боевых действий отвлекающим фактором, которая нарушает концентрацию игрока, но GameFront же положительно её оценили, так как она положительно подкрепляет игрока для успешных боёв. Считалось, что стелс-механика абсолютно такая же, как в предыдущих частях — методы нейтрализации вооружённого патруля прежние, превращая их в заученный опыт. Но при этом, Дэн Стэплтон из IGN и Рэй Карсильо из EGM подвергли критике устройство «Дистанционный коготь», который сильно упрощает стелс: с помощью него можно выводить из строя сразу нескольких противников, не покидая позиции.
Критики сошлись во мнении, что битвы с боссами в Origins одно из главных улучшении в сравнении с City: они предлагают динамичные и многофазные драки со своим бэкграундом. Несмотря на то, что не все боссы оказались одинаково забавными или впечатляющими, рецензенты отмечали их разнообразие и непредсказуемость, вызывающие волнение. При этом Рэй Карсильо посчитал, что менее заметные персонажи в игре соответственно менее привлекательны, чем более популярные персонажи.
Наиболее критикуемым аспектом игры стал мультиплеер; Polygon назвал его наименее необходимым дополнением к типичной однопользовательской игре. Многие критики описывали геймплей как посредственный шутер с плохим управлением, неспособный надолго задержать игрока. Каролин Петит отметила, что плохое прицеливание и управление плохими персонажами заставляют головорезов казаться слабыми неумёхами, а героям не хватает возможностей из-за более ограниченных способностей и меньшей устойчивости к урону. Другие рецензенты отмечали опыт в мультиплеере весёлым и суматошным, но игре не хватает глубины, чтобы сохранить долгосрочный интерес.
Изменённый актёрский состав озвучивания получил в основном положительные отзывы. Троя Бейкера, озвучивавшего Джокера, назвали достойной заменой Марку Хэмиллу, но в то же время его критиковали за то что, его манера повторяет Марка.
Рецензенты описывали сюжетное дополнение Cold, Cold Heart как более динамичное и сфокусированное, чем сама основная игра, за счёт более короткому времени прохождения, что позволяет получить более интересный опыт. Однако его также критиковали за то, что ближе к концу оно теряет фокус и увеличивает прохождение ненужными заданиями. Каролин Петит писала, что DLC хорошо сочетает стелс и боевые механики и предоставляет новые интересные типы противников, которые вооружены ледяными пушками, замораживающие как Бэтмена, так и других врагов. Рецензенты описали историю как занимательную, следуя за интересным Мистером Фризом, но ей не хватает неожиданных поворотов из-за того, что она повторяет эпизод «Ледяное сердце» мультсериала «Бэтмен» 1992 года. Саму финальную схватку с Мистером Фризом критиковали за копирование элементов идентичной борьбы из Arkham City. Дэн Стэплтон и Крис Картер из IGN и Destructoid отмечали, что дополнению не хватает оригинальности и инноваций.

### Технические проблемы
После выхода игровые СМИ и игроки отмечали многочисленные технические проблемы на всех платформах; например, бесконечные «падения» сквозь текстуры, препятствующие завершению миссии, отсутствие кнопки «продолжить» в главном меню и сбои в процессе прохождения. В версии для Windows была критическая ошибка, не позволяющая зачистить одну из вышек, а на Xbox 360 файлы с сохранениями повреждались и не воспроизводились, что приводило к сбоям и зависаниям. 31 октября Warner Bros. Games Montreal заявила о рассмотрении всех запросов, и 7 ноября выпустила патч, решающий проблемы с мультиплатформенностью. При этом, компания также добавила, что все проблемы для ПК-версии решены, а для Xbox 360 всё ещё находятся на стадии рассмотрения. В феврале 2014 года WB Games Montreal объявила, что в ближайшее время у игры не будет каких-либо патчей для исправления из-за работы над Cold, Cold Heart, а любые будущие поправки в игру будут касаться только проблем, препятствующим прогрессу игрока.

## Продажи и награды
В течение первой недели с момента релиза Arkham Origins возглавила чарты всех форматов в Великобритании. Число проданных копий было вдвое меньше, чем у Arkham City, но было столько же, сколько у Arkham Asylum. Origins стала одиннадцатой самой продаваемой игрой на дисках 2013 года в стране. В период с 20 по 26 октября игра была самой продаваемой в Steam. По состоянию на март 2017 года, общее количество проданных копий Arkham Origins составляет 4,8 миллиона. Летом 2018 года, благодаря уязвимости в защите Steam Web API, стало известно, что точное количество пользователей сервиса Steam, которые играли в игру хотя бы один раз, составляет 1 851 868 человек. После релиза Suicide Squad: Kill the Justice League в феврале 2024 года, пиковый онлайн в Arkham Origins стал превышать цифры новинки — спустя две недели после выхода суточный пик игры достиг почти полторы тысяч человек, обойдя Suicide Squad на 268 игроков.
Batman: Arkham Origins получила две номинации на Game Critics Awards — «Лучшая игра в жанре „action/adventure“» и «Лучшая консольная игра». Издания Forbes, Game Informer, Newsrama и IGN признали игру «Лучшей видеоигрой на E3 2013», «Лучшей экшен-игрой», «Лучшей игрой, основанной на комиксах» и «Лучшей игрой для Xbox 360» соответственно. Дум Вендшух, Райан Галлетта и Кори Мэй были номинированы на премию Гильдии сценаристов США в категории «Выдающиеся достижения в написании видеоигр». Главный монтажёр звука игры Ален Лароз получил номинацию от Motion Picture Sound Editors за лучший монтаж звука в интерактивных развлечениях. Национальная академия рецензентов индустрии видеоигр номинировала Arkham Origins в трёх категориях — «Дизайн управления», «Дизайн персонажей» и «Action-игра — сиквел». В 2013 году Origins победила на BTVA Voice Acting Awards в номинации «Мужское озвучивание в видеоигре персонажа второго плана» — награду забрал Джей Би Блан, озвучивавший Бэйна. Игра также выиграла две номинации на Canadian Videogame Awards 2013 — «Лучшая анимация» и «Лучшие визуальные эффекты». На Develop Awards Arkham Origins получила номинацию «Использование лицензии». Редакция сайта Игры Mail.ru признала игру одной лучших игр октября 2013 года. В 2022 году сайт TheGamer поставил роль Джокера на четвёртое место топа лучших ролей Троя Бейкера. В феврале 2024 года игра заняла седьмое место в топ-10 лучших игр по комиксам DC.
| Год  | Премия                             | Номинация                                               | Получатель                             | Результат | Источник        |
| ---- | ---------------------------------- | ------------------------------------------------------- | -------------------------------------- | --------- | --------------- |
| 2013 | Game Critics Awards                | Лучшая игра в жанре «action/adventure»                  | Batman: Arkham Origins                 | Номинация | [ 219 ]         |
| 2013 | Game Critics Awards                | Лучшая консольная игра                                  | Batman: Arkham Origins                 | Номинация | [ 219 ]         |
| 2013 | Canadian Videogame Awards          | Лучшая анимация                                         | Batman: Arkham Origins                 | Победа    | [ 214 ] [ 220 ] |
| 2013 | Canadian Videogame Awards          | Лучшие визуальные эффекты                               | Batman: Arkham Origins                 | Победа    | [ 214 ] [ 220 ] |
| 2013 | Canadian Videogame Awards          | Игра года                                               | Batman: Arkham Origins                 | Номинация | [ 214 ] [ 220 ] |
| 2013 | Canadian Videogame Awards          | Лучшая консольная игра                                  | Batman: Arkham Origins                 | Номинация | [ 214 ] [ 220 ] |
| 2013 | Canadian Videogame Awards          | Лучший звук                                             | Batman: Arkham Origins                 | Номинация | [ 214 ] [ 220 ] |
| 2013 | Canadian Videogame Awards          | Лучший гейм-дизайн                                      | Batman: Arkham Origins                 | Номинация | [ 214 ] [ 220 ] |
| 2013 | Canadian Videogame Awards          | Лучший оригинальный саундтрек                           | Batman: Arkham Origins                 | Номинация | [ 214 ] [ 220 ] |
| 2013 | Canadian Videogame Awards          | Лучший сценарий                                         | Batman: Arkham Origins                 | Номинация | [ 214 ] [ 220 ] |
| 2013 | Canadian Videogame Awards          | Голос игроков                                           | Batman: Arkham Origins                 | Номинация | [ 214 ] [ 220 ] |
| 2014 | Golden Trailer Awards              | Лучшая игра                                             | Batman: Arkham Origins                 | Номинация | [ 221 ]         |
| 2014 | Golden Reel Award                  | Лучший монтаж звука в интерактивных развлечениях        | Batman: Arkham Origins                 | Номинация | [ 211 ]         |
| 2014 | BTVA Video Game Voice Acting Award | Мужское озвучивание в видеоигре персонажа второго плана | Джей Ди Блан (Бэйн)                    | Победа    | [ 222 ]         |
| 2014 | BTVA Video Game Voice Acting Award | Мужское озвучивание в видеоигре ведущего персонажа      | Трой Бейкер (Джокер)                   | Номинация | [ 222 ]         |
| 2014 | BTVA Video Game Voice Acting Award | Лучший актёрский ансамбль в видеоигре                   | Batman: Arkham Origins                 | Номинация | [ 222 ]         |
| 2014 | NAVGTR Awards                      | Action-игра — сиквел                                    | Batman: Arkham Origins                 | Номинация | [ 223 ]         |
| 2014 | NAVGTR Awards                      | Дизайн персонажей                                       | Batman: Arkham Origins                 | Номинация | [ 223 ]         |
| 2014 | NAVGTR Awards                      | Дизайн управления, 3D                                   | Batman: Arkham Origins                 | Номинация | [ 223 ]         |
| 2014 | Writers Guild of America Awards    | Выдающиеся достижения в написании видеоигр              | Дум Вендшух, Райан Галлетта и Кори Мэй | Номинация | [ 224 ]         |
| 2014 | Develop Awards                     | Использование лицензии                                  | Batman: Arkham Origins                 | Номинация | [ 225 ]         |

## Наследие
В марте 2014 года была анонсирована Batman: Arkham Knight от Rocksteady Studios — завершающая часть основной франшизы и преемник Arkham Origins. Игра вышла 23 июня 2015 года на PlayStation 4, Xbox One и Windows. Действия Arkham Knight разворачиваются спустя девять месяцев после событий Arkham City, а главными злодеями являются Пугало и Рыцарь Аркхэма. Игра содержит отсылки к Arkham Origins, а Бэтмен также сталкивается с Дефстроуком и Светлячком. В июле в Arkham Knight появился костюм Бэтмена, который он носил в Origins. Сама Warner Bros. Games Montreal разрабатывала загружаемое сюжетное дополнение про Бэтгёрл — «Семейное дело», которое проходит до событий Arkham Asylum.
12 августа 2014 года вышел анимационный фильм «Бэтмен: Нападение на Аркхэм», который рассказывает о напавшем на лечебницу Аркхэм «Отряде самоубийц», о котором говорилось в сцене после титров Arkham Origins. Цель «Отряда» — добыть похищенную ценную информацию от Загадочника, но планы команды идут наперекосяк, когда Джокер совершает побег благодаря Харли Квинн, и Бэтмен оказывается втянут в это задание. В 2024 году также вышла Suicide Squad: Kill the Justice League от Rocksteady, действие которой также фокусируется на «Отряде». По сюжету, в Метрополис вторгается Брэйниак и захватывает разум Лиги Справедливости. Таким образом, «Отряд» должен спасти мир, освободив Лигу Справедливости от управления разума Брэйниака и остановив его до того, как он уничтожит Метрополис, а впоследствии, и весь мир. Изначально релиз Kill the Justice League планировался на 2023 год, однако в апреле Rocksteady объявили о переносе игры на 2 февраля.
В начале мая 2024 года был анонсирован спин-офф для шлемов виртуальной реальности, действие которого будет разворачиваться между событиями Origins и Asylum — Batman: Arkham Shadow. По сюжету, Крысолов и его соратники похищают соратников Бэтмена и высокопоставленных личностей. Релиз состоялся 22 октября 2024 года эксклюзивно для Quest 3.